# جان جی. اگزون
جان جی. اگزون (به انگلیسی: John J. Exon) سناتور سابق عضو حزب دموکرات ایالات متحده آمریکا بود. وی در سال ۱۹۷۹ تا ۱۹۹۷ میلادی سناتور ایالت نبراسکا در سنای ایالات متحده آمریکا بود.